# Годжа, Милан
Ми́лан Го́джа (словац. Milan Hodža; 1 февраля 1878[…], Сучаны, Мартин — 27 июня 1944[…], Клируотер, Флорида) — чехословацкий политик, премьер-министр Чехословакии в 1935—1938 годах.

## Биография
Родился в Сучанах у Мартина. Племянник Михала Милослава Годжи.
Среднее образование получал в гимназиях Банской-Быстрице, Шопрона и Сибиу. Изучал право в Будапеште и философию в Вене. Во времена Австро-Венгрии был журналистом в Вене. В 1905 году стал депутатом венгерского парламента от сербской Бачки. Был советником эрцгерцога Франца Фердинанда, предлагая планы по федерализации государства Габсбургов.
В процессе распада Австро-Венгрии в октябре 1918 года выступил одним из подписантов Мартинской Декларации словацкой нации. После возникновения Чехословакии был одним из ведущих чехословацких политиков, служил представителем чехословацкого правительства в Венгрии. Бывший заместитель председателя Словацкой национальной партии (с 1906 до Первой мировой войны), в межвоенный период был ведущим членом Аграрной партии.
В 1919 году стал госсекретарём министерства внутренних дел, затем министром унификации законов (в 1919—1920 и 1926—1929), позже был министром сельского хозяйства (1922—1926 и 1932—1935), образования (1926—1929). В 1935 году стал премьер-министром (до 1938 года) и министром иностранных дел (до 1936 года). Активно участвовал в создании Малой Антанты.
После Мюнхенского сговора эмигрировал во Францию, где участвовал в работе Словацкой Народной Рады. В 1941 году эмигрировал в США, где продолжал свою политическую деятельность в организациях словацких эмигрантов.
Умер в США, перезахоронен на Народном кладбище в городе Мартин (Словакия).

## Награды
- 1991 — Орден Томаша Гаррига Масарика 1 степени